# Lättlera
För byggnadsmaterialet, se Lättlera (byggnadsmaterial).
Lättlera eller grovlera är en jordart där lerhalten varierar mellan 15 och 25 procent. Den är starkt skorpbenägen och blir vid stark torka hård. Ljusgrå till färgen.
| Lerhalt % | SGU                              | SLU                              |
| --------- | -------------------------------- | -------------------------------- |
| <5        | Lerfri eller svagt lerig jordart | Lerfri eller svagt lerig jordart |
| 5-15      | Lerig jordart                    | Lerig jordart                    |
| 15-25     | Grovlera                         | Lättlera                         |
| 25-40     | Finlera                          | Mellanlera                       |
| 40-60     | Finler                           | Styv lera                        |
| >60       | Finler                           | Mycket styv lera                 |